# 藤倉赤霉
藤倉赤霉（學名：Gibberella fujikuroi），又稱水稻徒長病菌，是一種植物真菌病原菌。水稻種子會被感染，傳播水稻徒長病。

## 寄主和病徵
水稻徒長病菌被廣泛知道是會發生在水稻上的菌，但是大麥、小米、甘蔗和玉米也是有可能會被感染。 在所有被感染的植株中，所有的病癥都是相似的，但是其中水稻是被最廣泛研究的。水稻徒長病最主要的特徵是植株會長得比一般植株高、葉片也會比較細長。這是因為吉貝素作用的關係，它是一種植物生長激素，會促進植物莖的生長。 被感染的植株因為持續規律的分泌激素，所以會長的比一般植株高，但是也有可能會造成發展遲緩，伴隨著葉片的萎黃症、根的病變，或是造成穀物成熟時是空心的狀況。

## 病害環
水稻徒長病菌是多循環子囊菌。所以在病原菌的正確生活史階段，在光學顯微鏡下可以看到子囊殼和分生孢子。  病原菌會在子囊殼中過冬，然後會透過土壤中的種子去感染其他未受感染的種子。被感染的種子是一種接種原，分生孢子會開始發芽當和寄主植物接觸之後。 被感染的種子是水稻徒長病菌傳播的主要途徑。在生長的季節，病癥可以被明顯地觀察到。

## 環境
水稻徒長病在全球有種植水稻的地方都會發生。 所以這種菌好發在相同的生長環境，像是在稻米身上。水稻適合生長在溫暖、潮濕的季節。水稻田也需要用淹水灌溉法。 這種病菌被發現也能透過水和在收割時傳播。 所以如何隔離被感染的種子就成為很重要的事。

## 防治方法
有很多防治的方法被提出，其中最重要然後被廣泛使用的是透過處理種子的方法。種植者要了解他們種子的來源，之後要確認拿到的種子的重量。較輕的種子普遍容易被感染。 有兩種試驗成功的方法可以用在種子處理上去避免病原菌的活性：熱水浴和用氯處理。但是這兩種方法無法完全確認病原菌是否真的被抑制活性了。
人們轉而開始研究水稻的抗性品種。其中，Binam栽培品種被發現對於水稻徒長病菌最具有抗性，所以在實驗田間開始大量栽種，結果顯示真的能有效地抑制水稻徒長病的發生。 其他的品種或多或少也能產生對水稻徒長病菌的抗性，但效果都不如Binam來的好。
一個新的具有潛力的防治方法正在研究：用銀奈米粒子去處理種子。這種粒子可以用來抗真菌，重要的是對人類是無害的。 有一篇的研究顯示，這種處理法可以顯著有效地減少水稻徒長病的發生機率。

## 重要性
水稻徒長病菌在稻米作物中造成驚人的經濟影響。在亞洲地區造成的損失最為劇烈，包括印度、泰國和日本。 因此，Binam品種的水稻對於防治水稻徒長病菌佔有重要的地位。有時，種植者會在種植的作物中損失高達50%。然而，水稻徒長病所佔的比例不是那麼高，而且也只會發生在疫情嚴重的時候。
幸運的是，之前和新發現的防治方法現在依然還在持續研究中。找到防止水稻徒長病發生在穀物中的方法只是時間的問題而已。

## 發病機制
病原菌分泌的吉貝素會系統性地分散到植株中，促使寄主植物快速的生長。吉貝素的多寡會是決定水稻徒長病嚴重與否的重要因素 。植物和病原體之間的另一種相互作用是由植物較低階層的菌絲體孢子形成，可以觀察到白色真菌塊。 分生孢子作為二次接種原是這些孢子量的最終結果。

## 外部連結
- Index Fungorum（页面存档备份，存于）
- USDA ARS Fungal Database
- Gibberella moniliformis, fusarium at MetaPathogen: stages, tissues, references